# Inno a Dioniso

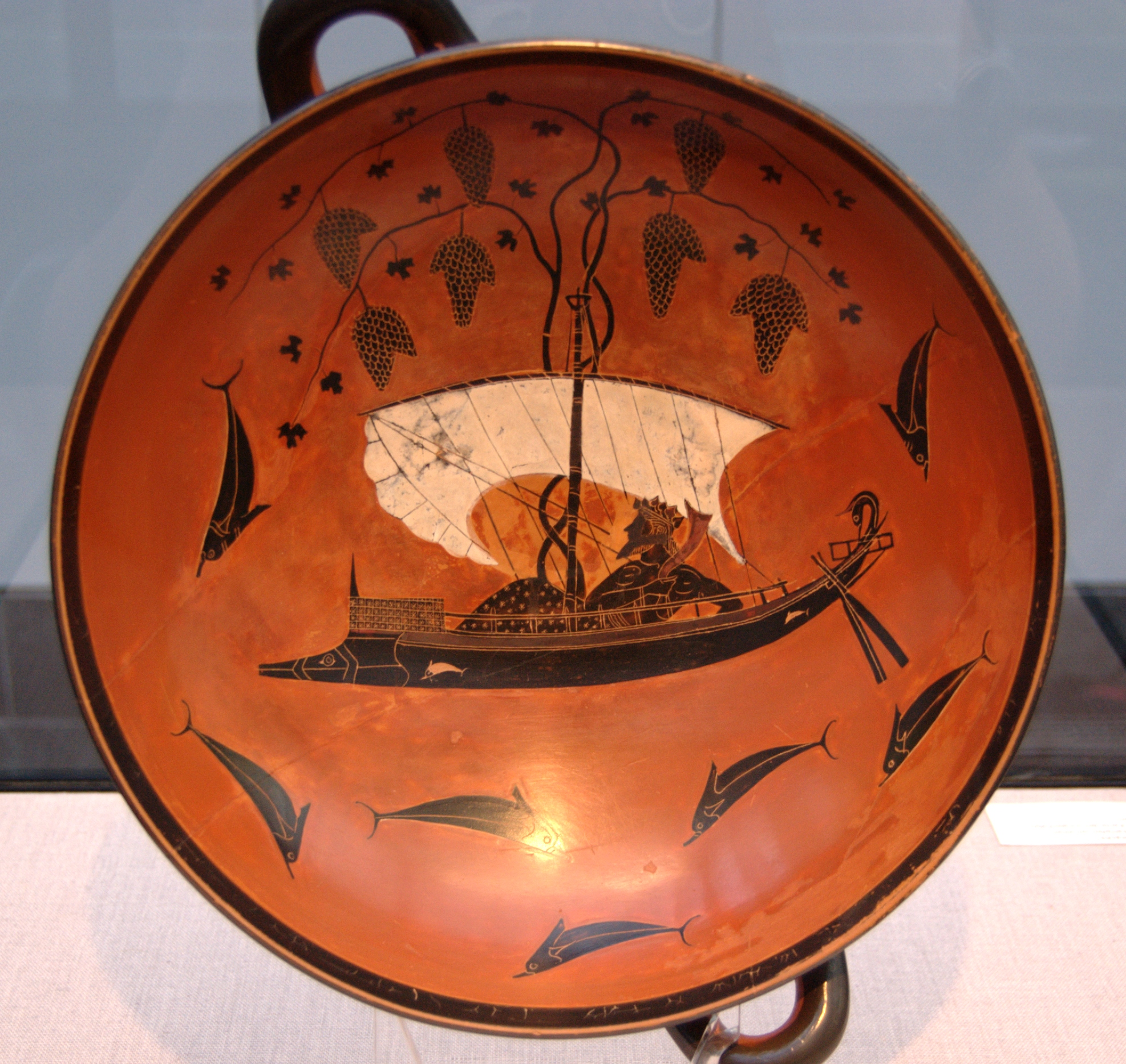
Dioniso nella barca dei pirati, nella kylix di Exekias

L'Inno a Dioniso fa parte della raccolta degli Inni omerici.
L'inno narra della nascita e alcune opere che il dio Dioniso compì. L'inno è composto di 59 versi.

## Contenuto
Dioniso era il dio del vino, dell'ebbrezza e della felicità, ma anche della violenza e dell'eccesso. Infatti da giovane, scoprendo l'uso della vite e quindi del vino, il dio si dette a far feste ogni notte e giorno, seguito sempre da un gruppo di donne dette baccanti.
Un giorno un gruppo di pirati tirreni, passando per la sua isola, rapirono Dioniso, credendolo di buona famiglia, con scopo di richiedere un riscatto. Ma sulla nave accadde che proprio quando gli uomini non se l'aspettavano, un grande fiume di vino sgorgò sul ponte, dei grappoli d'uva ed edera spuntarono arrampicandosi per tutto l'albero maestro ed infine Dioniso prese le sembianze di un leone feroce. I pirati terrorizzati, si buttarono in mare, venendo così trasformati in delfini.
Questo servì a far guadagnare grande fama e stima al dio che d'ora in poi verrà seguito non solo da donne, ma anche da uomini.

## Località geografiche menzionate nell'Inno
- Alfeo
- Dracano
- Icaro
- Nasso (isola)
- Nisa
- Olimpo
- Tebe